# شب بزرگ
شب بزرگ (انگلیسی: Big Night) فیلمی در ژانر درام و کمدی به کارگردانی کمپبل اسکات و استنلی توچی است که در سال ۱۹۹۶ منتشر شد.

## خلاصه فیلم
دو برادر که یک رستوران ورشکسته را اداره می‌کنند، بر روی یک شب بخصوص قمار می‌کنند تا حرفه و شغلشان را نجات دهند…